# Fude + Serrahn Milchprodukte
Fude + Serrahn Milchprodukte GmbH & Co. KG er en tysk mejerikoncern med hovedkvarter i Hamborg og afdelinger i Gransee, Erfurt, Berlin og Coesfeld. Datterselskabet Molkerei Niesky er hjemhørende i Niesky og Olbernhau. De producerer konsummælk, smør, ost youghurt, osv.